# Archaeosyodon

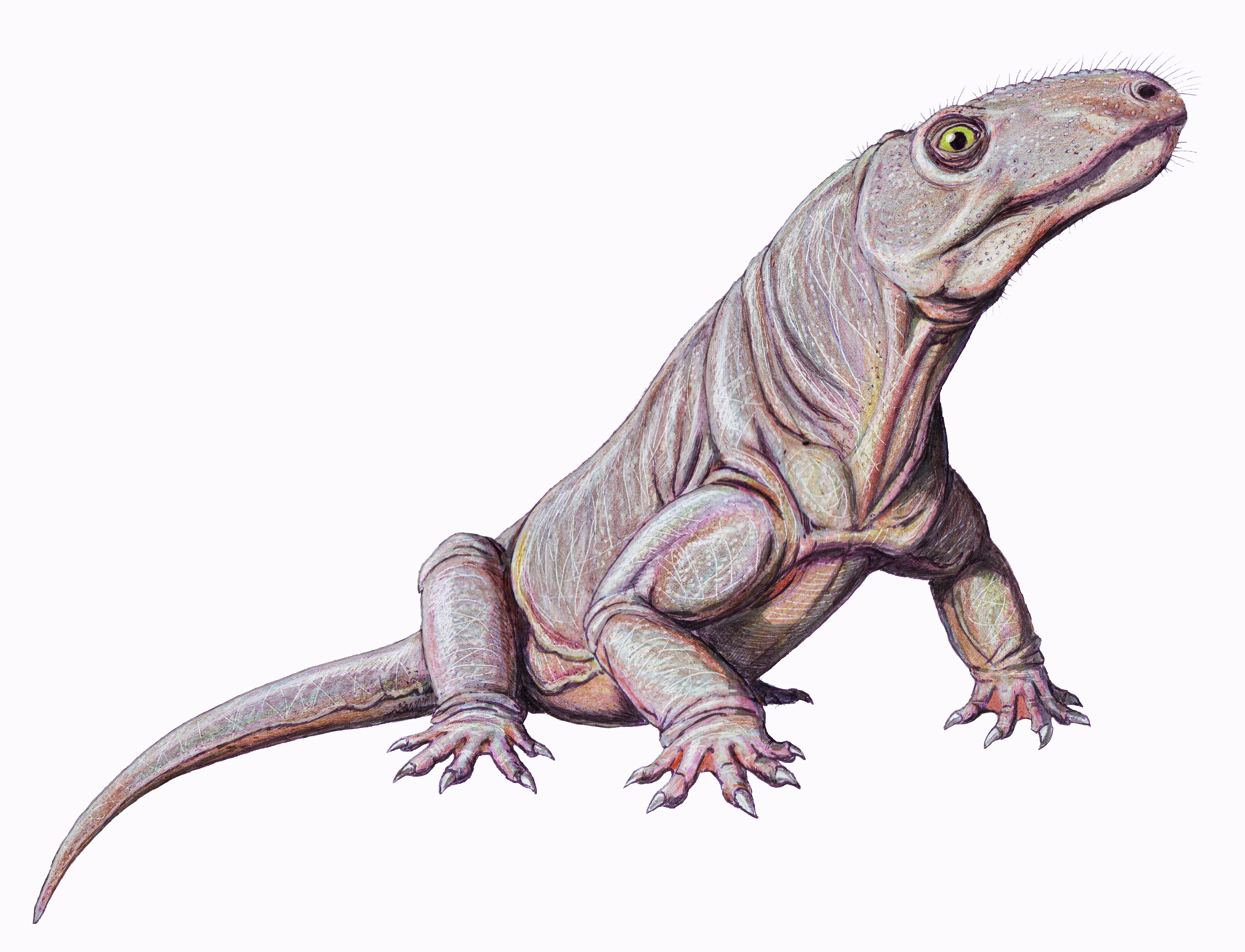
Archaeosyodon

Archaeosyodon (Syodon antiguo) es un género extinto de dinocéfalos terápsidos que vivieron durante el periodo Pérmico en Rusia. Tenía un cráneo de 30 cm de longitud y pudo tener una longitud corporal de aproximadamente 1,5 m.